# Marolles (Oise)
Marolles ist eine französische Gemeinde mit 646 Einwohnern (Stand: 1. Januar 2022) im Département Oise in der Region Hauts-de-France. Sie gehört zum Arrondissement Senlis und zum Kanton Nanteuil-le-Haudouin (bis 2015: Kanton Betz). 

## Geographie
Marolles liegt etwa 50 Kilometer nordöstlich von Paris am Ourcq bzw. am kanalisierten Verlauf. Umgeben wird Marolles von den Nachbargemeinden Villers-Cotterêts im Norden und Nordwesten, La Ferté-Milon im Osten und Nordosten, Chézy-en-Orxois im Südosten, Montigny-l’Allier im Süden, Mareuil-sur-Ourcq im Südwesten, Le Villeneuve-sous-Thury im Westen und Südwesten sowie Autheuil-en-Valois im Westen. Im Wald Bois de Montigny liegt eine größere Exklave der Gemeinde.

## Bevölkerungsentwicklung
| Jahr                      | 1962 | 1968 | 1975 | 1982 | 1990 | 1999 | 2006 | 2013 |
| Einwohner                 | 541  | 561  | 515  | 509  | 612  | 621  | 657  | 673  |
| Quelle: Cassini und INSEE |      |      |      |      |      |      |      |      |

## Sehenswürdigkeiten
- Menhir
- Kirche Sainte-Geneviève aus dem 12./13. Jahrhundert, seit 1920 Monument historique (siehe auch: Liste der Monuments historiques in Marolles (Oise))
- Kapelle Le Clos du Réveil in der Ortschaft Préciamont, im 13. Jahrhundert errichtet
- Schloss Bourneville, um 1727 erbaut

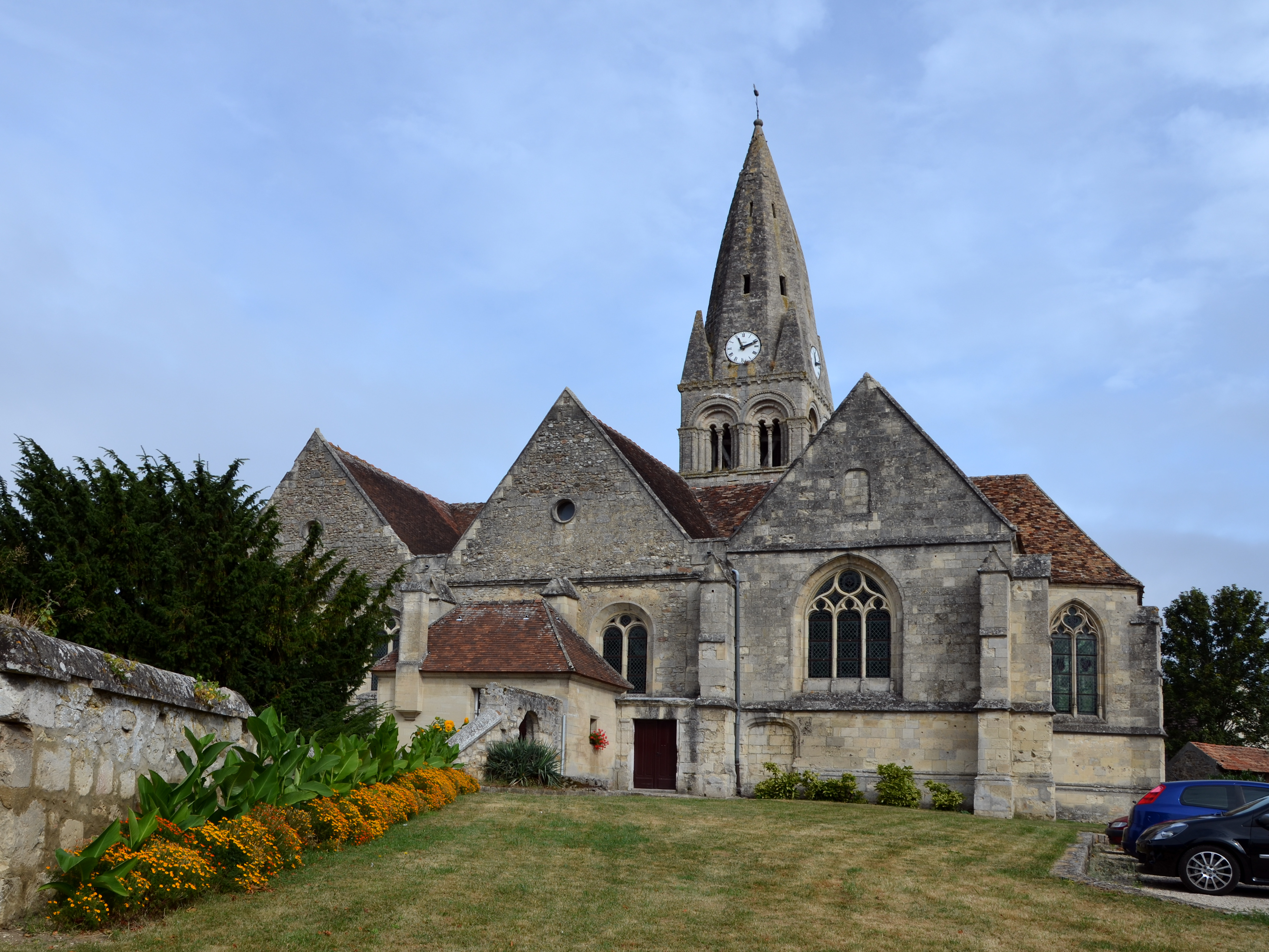
Kirche Sainte-Geneviève